# Polyceratocarpus
Polyceratocarpus is een geslacht uit de familie Annonaceae. De soorten uit het geslacht komen voor van tropisch West-Afrika tot in Tanzania.

## Soorten
- Polyceratocarpus askhambryan-iringae A.R.Marshall & D.M.Johnson
- Polyceratocarpus germainii Boutique
- Polyceratocarpus gossweileri (Exell) Paiva
- Polyceratocarpus laurifolius Paiva
- Polyceratocarpus microtrichus (Engl. & Diels) Ghesq. ex Pellegr.
- Polyceratocarpus oligocarpus (Verdc.) Dagallier
- Polyceratocarpus parviflorus (Baker f.) Ghesq.
- Polyceratocarpus pellegrinii Le Thomas
- Polyceratocarpus scheffleri Engl. & Diels
- Polyceratocarpus vermoesenii Robyns & Ghesq.